# فهرست آثار درباره بوشیدو

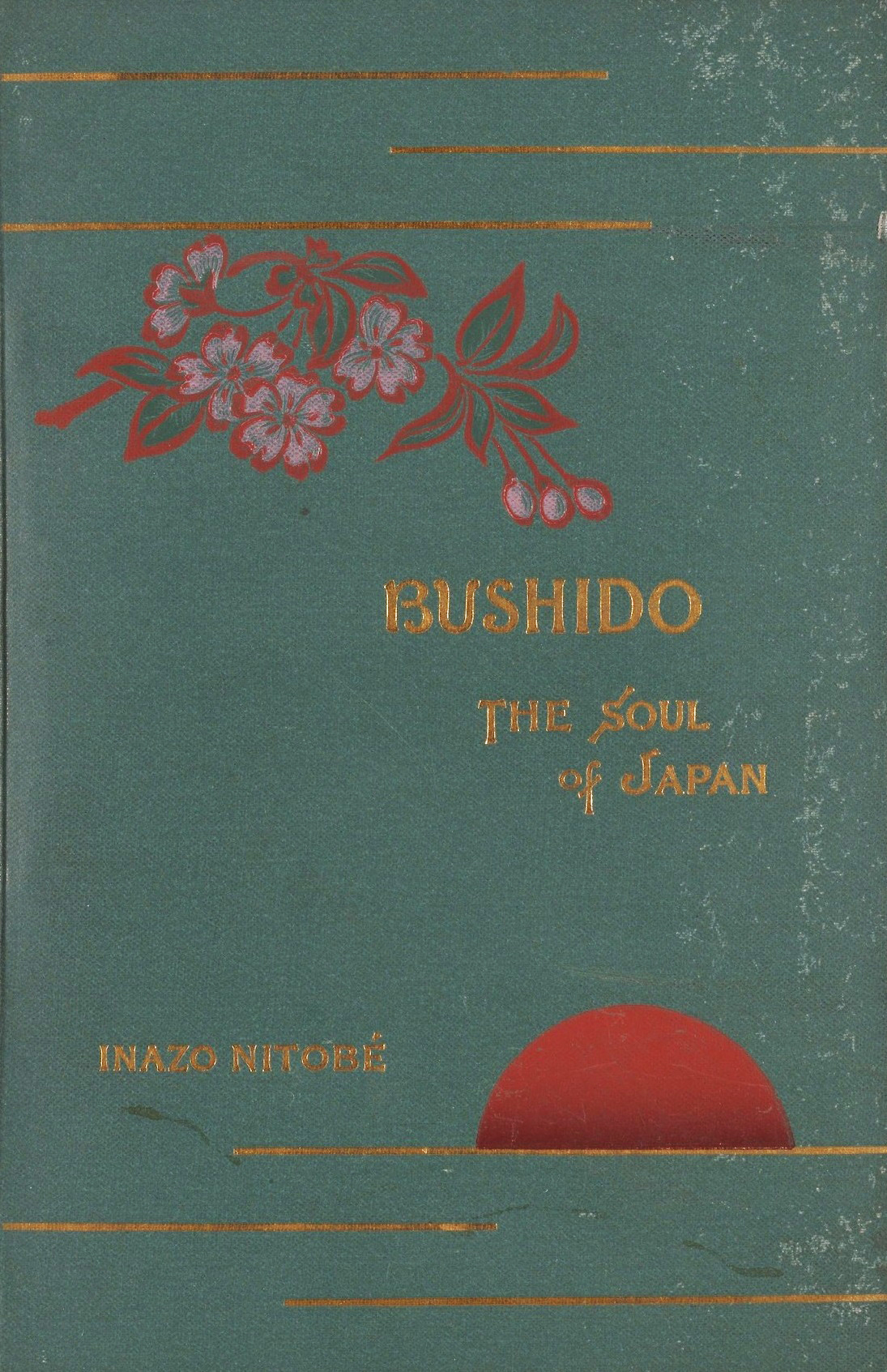
روی جلد کتاب بوشیدو، روح ژاپن نوشته نیتوبه اینازو (۱ سپتامبر ۱۸۶۲–۱۵ اکتبر ۱۹۳۳)

فهرست آثار دربارهٔ بوشیدو

## دوره کاماکورا
- پیام استاد گوکوراکوجی، نوشته هوجو شیگه‌توکی (۱۱۹۸–۱۲۶۱)

## دوره موروماچی
- چیکوباشو، شیبا یوشی‌یوکی، ۱۳۵۰–۱۴۱۰
- آیین‌نامه‌های ایماگاوا ریوشون،ایماگاوا سادایو، ۱۳۲۵–۱۴۲۰
- دستورهای هفده ماده‌ای آساکورا توشیکاگه، آساکورا توشیکاگه، ۱۴۲۸–۱۴۸۱
- بیست و یک دستور هوجو سوئون، هوجو سوئون، ۱۴۳۲–۱۵۱۹
- سخنان ضبط شده آساکورا سوته‌کی، آساکورا نوریکاگه، ۱۴۷۴–۱۵۵۵
- ایوامی‌زودرا مونوگاتاری، تاکدا شینگن، ۱۵۲۱–۱۵۷۳
- نظرات در نود و نه مقاله، تاکدا نوبوشیگه، ۱۵۲۵–۱۵۶۱
- آخرین بیانیه توری موتوتادا، توری موتوتادا، ۱۵۳۹–۱۶۰۰

## دوره ادو
- کویو گونکان نوشته کوساکا ماسانوبو، ۱۶۱۶
- کتاب پنج حلقه نوشته میاموتو موساشی، ۱۶۴۵
- بوکه‌جیکی نوشته یاماگا سوکو، ۱۶۷۳
- کتیبه‌های دیواری ارباب نابه‌شیما، نابه‌شیما نائوشیگه، ۱۵۳۸–۱۶۱۸
- دستورهای کاتو کیوماسا، کاتو کیوماسا، ۱۵۶۲–۱۶۱۱
- یادداشت‌هایی در مورد مقررات، کورودا ناگاماسا، ۱۵۶۸–۱۶۲۳
- کوشوکی، سایتو چیکاموری، ۱۶۴۲
- بوشیدو در طی اعصار، هیساکاوا مورونوبو، ۱۶۸۵
- هاگاکوره، یاماموتو تسونه‌تومو، ۱۷۱۶
- بوشیدو شوشینشو، تایرا شیگه‌سوکه، دایدوجی یوزان، قبل از ۱۷۳۰

## دوره میجی-شووا (۱۸۶۸–۱۹۴۵)
- فرمان امپراتوری برای سربازان و ملوانان، ۱۸۸۲
- کتاب انگلیسی زبان نیتوبه اینازو، بوشیدو، روح ژاپن برای غرب شاید شناخته شده‌ترین کتاب در مورد بوشیدو باشد. کتاب او که پس از پیروزی ژاپن در جنگ روسیه و ژاپن (۵–۱۹۰۴) بسیار خوانده شد، نقش مهمی در شکل‌گیری مفاهیم ژاپنی بوشیدو در غرب دارد. این کتاب همچنین به ایجاد علاقه به بوشیدو در میان نویسندگان و محققان غربی کمک کرد، که منجر به تولید تعدادی از مقالات و متن‌های مرتبط با بوشیدو به زبان انگلیسی شد.[۱]
- بوشیدو نوشته یامائوکا تشّو ۱۹۰۲[۲]
- بوشیدوی دوره کاماکورا نوشته کومه کونیتاکه ۱۹۰۹

## جنگ جهانی دوم
- در هنگام جنگ جهانی دوم، توجو هیدکی و ژنرال‌های ارشد کتابی در ارتباط با بوشیدو به عنوان مقالاتی در زمان اضطرار ملی در سال ۱۹۳۴ چاپ کردند.
- احکام نظامی سنجینکون نوشته ایتاگاکی تایسوکه ۱۹۴۱
- دیدگاه ایتاگاکی تایسوکه دربارهٔ بوشیدو نوشته ایتاگاکی تایسوکه ۱۹۴۲